# Livingston (Montana)
Pour les articles homonymes, voir Livingston.
Livingston est une ville du comté de Park, dans l'État du Montana, aux États-Unis. Lors du recensement de 2010, sa population s'élevait à 7 044 habitants. Elle abrite le siège du comté et se situe sur la rivière Yellowstone.

## Personnalités
- Ann Linnea Sandberg (1938–2009), immunologiste américaine, est morte à Livingston.